# Europarlamentari pentru Suedia 1999-2004
1. Jan Andersson (Partidul Socialiștilor Europeni)
2. Per-Arne Arvidsson (Partidul Popular European)
3. Charlotte Cederschiöld (Partidul Popular European)
4. Marianne Eriksson (European United Left/Nordic Green Left)
5. Göran Färm (Partidul Socialiștilor Europeni)
6. Per Gahrton (Grupul Verzilor - Alianța Liberă Europeană)
7. Lisbeth Grönfeldt Bergman (Partidul Popular European)
8. Ewa Hedkvist Petersen (Partidul Socialiștilor Europeni)
9. Hans Karlsson (Partidul Socialiștilor Europeni)
10. Cecilia Malmström (Partidul European Liberal Democrat și Reformist)
11. Karl Erik Olsson (Partidul European Liberal Democrat și Reformist)
12. Marit Paulsen (Partidul European Liberal Democrat și Reformist)
13. Lennart Sacrédeus (Partidul Popular European)
14. Yvonne Sandberg-Fries (Partidul Socialiștilor Europeni)
15. Herman Schmid (European United Left/Nordic Green Left)
16. Olle Schmidt (Partidul European Liberal Democrat și Reformist)
17. Inger Schörling (Grupul Verzilor - Alianța Liberă Europeană)
18. Jonas Sjöstedt (European United Left/Nordic Green Left)
19. Per Stenmarck (Partidul Popular European)
20. Maj Britt Theorin (Partidul Socialiștilor Europeni)
21. Peder Wachtmeister (Partidul Popular European)